# Camponotus cocosensis
Camponotus cocosensis es una especie de hormiga del género Camponotus, tribu Camponotini. Fue descrita científicamente por Wheeler en 1919.
Se distribuye por Costa Rica e Islas Cocos. Se ha encontrado a elevaciones de hasta 280 metros. Vive en microhábitats como arbustos.